# Преводач
Преводач е човек, който извършва превод на устна реч или писмени текстове от един на друг език, най-често от чужд на роден и обратно. Преводачът може да превежда още от жестов език на устен и обратното, както и от един жестов език на друг.
Според вида превод, преводачите се разделят в специализацията си на преводачи от един на друг език, жестови преводачи, конферентни преводачи, преводачи-придружители и т.н.
Устният превод например се дели основно на два вида – консекутивен (последователен, при който говорещият и превеждащият се редуват) и симултанен, или още наричан синхронен (едновременен, при който говорещият не прави специални паузи, в които превеждащият да говори). Синхронният превод е предпочитан за конференции, симпозиуми, конгреси и се практикува при наличие на необходимата техника (кабина, микрофони, приемници). Синхронният превод винаги се извършва в екип от двама преводачи на езикова комбинация. Работният ден на устния преводач по професионалните стандарти на Асоциацията на конферентните преводачи е 6 часа.
Други видове устен превод са устен превод от текст и превод на ухо („шюшотаж“).
За международен Ден на преводача е приет 30 септември, датата на смъртта на свети Йероним (342 – 420 г.), преводач на Библията на латински.